# 共役輸送体
共役輸送体（きょうやくゆそうたい、英: Cotransporter）は膜輸送蛋白質に属する分子群であり、ある分子が濃度勾配に沿って有利に移動するエネルギーを用いて、別の分子を濃度勾配に逆らって不利に移動させる。2種類の分子を脂質二重膜間を同一方向に移動させる共輸送体と、逆方向に移動させる交換輸送体に分類される。単輸送体も輸送体であるが、1種類の分子のみを濃度勾配を下って移動させるため、共輸送体には分類されない。

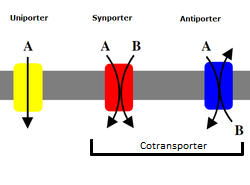
膜輸送体の比較：左から単輸送体、共輸送体、交換輸送体

## 背景
共役輸送体は、1秒間に1,000から100,000分子の速度で溶質を勾配に沿って上下に移動させることができる。これらは測定条件によって、チャネルまたは輸送体として機能する。移動は、一度に2つの分子またはイオンに結合し、一方の溶質の濃度勾配を利用して、もう一方の分子またはイオンをその勾配に逆らって押し出すことによって起こる。一部の研究では、共輸送体がイオンチャネルとして機能する可能性があることが示されており、これは従来のモデルと矛盾している。例えば、小麦のHKT1トランスポーターは、同じ蛋白質による2つの輸送様式を示している。
共役輸送体は共輸送体と交換輸送体に分類される。どちらも電位勾配や化学勾配を利用して、プロトンやイオンを濃度勾配に逆らって移動させる。植物ではプロトンは二次物質であると考えられており、アポプラスト内の高プロトン濃度が、共輸送体による特定のイオンの内向き移動を促進する。プロトン勾配は、プロトン・ナトリウム交換輸送体またはプロトン・カルシウム交換輸送体によってイオンを液胞に移動させる。植物では、スクロース輸送はプロトンポンプによって植物全体に分配されます。ポンプはプロトンの勾配を作り出し、膜の片側にもう片側よりも多くのプロトンが存在するように制御する。プロトンが膜を横切って逆方向に拡散すると、この拡散によって解放された自由エネルギーによりスクロースか共輸送される。哺乳類では、グルコースはナトリウム依存性グルコーストランスポーターを介して輸送され、この過程でエネルギーが使われる。ここでは、グルコースとナトリウムの両方が膜を横切って同じ方向に輸送されるので、それらは共輸送に分類される。グルコース輸送体については1960年にRobert K. Craneによって初めて仮説が立てられたが、これについては後述する。

## 歴史

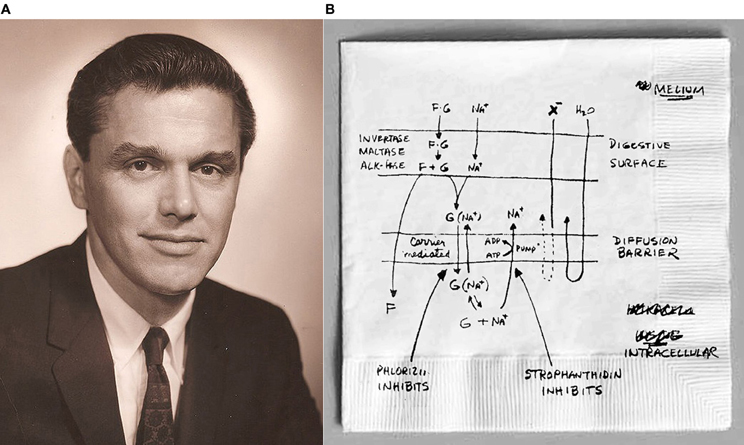
ロバート・K・クレインとナトリウム/グルコース共役輸送担体に関するメモ

ハーバード大学を卒業したRobert K. Craneは、長年炭水化物生化学の分野で研究を行っていた。グルコース-6-リン酸の生化学、二酸化炭素固定、ヘキソキナーゼ、リン酸塩研究の分野での経験から彼は、グルコースとナトリウムの腸内共輸送の仮説を立てた。右の写真は、1960年、膜輸送と代謝に関する国際会議で、クレイン博士が提案した共輸送システムのスケッチである。彼の研究は他のグループによっても確認され、現在では共輸送体を理解するための古典的モデルとして用いられている。

## 機序
交換輸送体と共輸送体は、2種類以上の異なる分子を同時に輸送する。エネルギー的に不利な分子の動きが、エネルギー的に有利な別の分子またはイオンの動きと組み合わされ、輸送に必要なエネルギーが供給される。このタイプの輸送は二次能動輸送として知られ、共役輸送体蛋白質が組み込まれた膜を横切るイオン/分子の濃度勾配から得られるエネルギーによって駆動される。
共役輸送体は、イオンの濃度勾配に沿った動き（下り坂）と共輸送される溶質の濃度勾配に逆らった動き（上り坂）を結び付けることで、立体構造変化のサイクルを経る。ある構造では、蛋白質の結合部位（共輸送体の場合は結合部位）が膜の片側に露出している。上り坂で輸送される分子と下り坂で輸送される分子の両方が結合すると、構造変化が起こる。この構造変化により、結合した基質が膜の反対側に露出し、そこで基質が解離する。構造変化が起こるためには、分子と陽イオンの両方が結合している必要がある。このメカニズムは、1966年にOleg Jardetzkyによって初めて紹介された。この構造変化のサイクルは一度に1つの基質イオンのみを輸送するため、イオンチャネルなどの他の輸送蛋白質と比較すると、輸送速度はかなり遅い（1秒間に100～104個）。この構造変化のサイクルが起こる速度はターンオーバー速度（turnover rate; TOR）と呼ばれ、1つの共役輸送体分子が1秒間に行う完全なサイクルの平均数で表される。

## 型

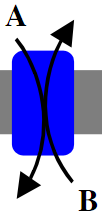
antiporter

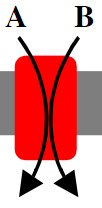
symporter

### 交換輸送体（対向輸送体）
交換輸送体は、共役輸送（あるイオンまたは分子が濃度勾配を下る移動と、別のイオンまたは分子が濃度勾配を上る移動の連動）のメカニズムを利用して、イオンと分子を反対方向に移動させる。この場合、イオンの一方は細胞質外腔から細胞質内腔に移動し、もう一方のイオンは細胞質内腔から細胞質外腔に移動する。交換輸送体の例としてナトリウム・カルシウム交換輸送体が挙げられる。ナトリウム・カルシウム交換輸送体は、（ナトリウム・カリウムポンプによる細胞外へのナトリウムの能動輸送によって確立される）濃度勾配を下る細胞質外腔から細胞質内腔へのナトリウムの輸送と結合させることで、その濃度勾配に逆らって細胞質内腔から細胞外腔へ過剰なカルシウムを除去する機能を持つ。ナトリウム・カルシウム交換体は、3個のナトリウムイオンと1個のカルシウムイオンを交換し、陽イオン交換輸送体の役割を果たす。
細胞には、バンド3（またはAE1）陰イオン輸送蛋白質のような陰イオン交換輸送体も含まれている。この共役輸送体は哺乳類の赤血球の重要な必須蛋白質であり、2つのイオンの濃度勾配のみに基づいて1対1の比率で塩化物イオンと重炭酸イオンを細胞膜を越えて移動させる。AE1交換輸送体は、赤血球内で重炭酸塩に変換される二酸化炭素の除去に不可欠である。

### 共輸送体（同伴輸送体）
交換輸送体とは対照的に、共輸送体はイオンや分子を同じ方向に移動させる。この場合、輸送されるイオンはどちらも、細胞外腔から細胞質腔へ、あるいは細胞質腔から細胞外腔へと移動する。共輸送体の例としては、Na+/グルコース共役輸送担体（SGLT）がある。SGLTは、細胞質外腔におけるナトリウムの濃度勾配を下る輸送（ここでもナトリウム・カリウムポンプによる細胞外へのナトリウムの能動輸送によって確立される）と、細胞質外腔におけるグルコースの濃度勾配に逆らう細胞質内腔への輸送を結合させる。SGLTは、1個のグルコースイオンの移動に対して2個のナトリウムイオンが移動する。

### 共役輸送体の例
Na+/グルコース共役輸送担体1 – はSLC5A1遺伝子によってコードされている。SGLT1はナトリウムの電気化学的勾配によりグルコースを細胞内に取り込ませるため、起電性輸送体に分類される。SGLT1は高親和性のNa+/グルコース共輸送体であり、腎近位尿細管および腸、特に小腸の上皮細胞を横切って糖を輸送する重要な役割を担っている。
Na+/リン酸共役輸送体（NaPi）– はSLC34およびSLC20タンパク質ファミリーに属する。Na+勾配を利用した能動輸送により、無機リン酸を細胞内に輸送するので、SGTL1と同様にNaPiも起電性輸送体に分類される。のNa+イオン3個との2価のPi 1個と結合するNaPiは、NaPi IIaとNaPi IIbに分類される。Na+2個と2価のPi 1個と結合するNaPiはNaPi IIcに分類される。これらも腎近位尿細管および小腸の上皮細胞に存在する。
Na+/I-共輸送体（NIS）– は甲状腺内でヨウ化物を輸送する役割を持つ共輸送体の一種である。甲状腺濾胞細胞の基底膜上に存在し、2個のNa+イオンと1個のI-イオンが結合してヨウ化物を移動させる。NISの活性は、甲状腺切除後の放射性ヨウ化物による甲状腺癌の治療など、甲状腺疾患の診断と治療に利用されている。NISは甲状腺の他、乳腺にも存在する。
Na+/K+/Cl-共輸送体 – この特殊な共輸送体は、細胞内の水分と電解質含有量を制御することで細胞容積を調節している。Na・K・2Cl共輸送体は、腎臓の塩分再吸収と共に、分泌上皮細胞の塩分分泌に不可欠である。Na-K-2Cl共輸送体には2つのバリエーションがありNKCC1とNKCC2として知られている。NKCC1共輸送蛋白質は全身に存在するが、NKCC2は腎臓にのみ存在し、体内の尿に含まれるナトリウム、カリウム、塩化物を除去し、血液に吸収されるようにする。
GABA輸送体（GAT）– 神経伝達物質であるγ-アミノ酪酸（GABA）の輸送体は、ナトリウムおよび塩化物依存性の神経伝達物質受容体輸送体の溶質キャリアファミリー6（SLC6）のメンバーであり、細胞膜に存在し、シナプス間隙のGABA濃度を調節している。SLC6A1遺伝子はGABA輸送体をコードしている。この輸送体は起電性で、Na+を2つ、Cl-を1つ、GABAを1つ、内向きに輸送する。
K+/Cl-共輸送体 – K+-Cl−共輸送体ファミリーは、KCC1、KCC2、KCC3、KCC4として知られる4つの特異的共輸送体からなる。KCC2アイソフォームは神経組織に特異的で、他の3つは全身の様々な組織に存在する。この共輸送体ファミリーは、K+/H+およびCl-/HCO3-交換体の複合的な移動、あるいは濃度活性化チャネルによる両イオンの複合的な移動を通して、細胞内のカリウムと塩化物の濃度レベルを制御している。既知の4つのKCCタンパク質は、KCC1とKCC3がペアになり、KCC2とKCC4がペアになって2つの別々のサブファミリーを形成し、イオンの移動を促進する。

## 関連疾患
表1．輸送体関連疾患の一覧
| 輸送体名                         | 関連疾患名 |
| -------------------------------- | --- |
| 4F2HC, SLC3A2                    | リジン尿性蛋白不耐症 |
| ABC-1, ABC1                      | タンジール病 |
| ABC7, hABC7                      | X連鎖性鉄芽球性貧血 |
| ABCR                             | シュタルガルト病、黄斑ジストロフィー |
| AE1, SLC4A1                      | 遺伝性楕円赤血球症、東南アジア楕円赤血球症、溶血性貧血、球状赤血球、尿細管性アシドーシス                                                    |
| AE2, SLC4A2                      | 先天性クロール下痢症 |
| AE3, SLC4A3                      | 先天性クロール下痢症 |
| ALDR                             | 副腎白質ジストロフィー |
| ANK                              | 強直（石灰化）; 関節炎（石灰沈着、骨性隆起形成、関節破壊を伴う。）                                                                          |
| Aralar-like, SLC25A13            | 成人発症II型シトルリン血症 |
| ATBo, SLC1A5, hATBo, ASCT2, AAAT | 神経変性疾患 |
| BCMP1, UCP4, SLC25A14            | HHH症候群 |
| CFTR                             | 嚢胞性線維症 |
| CTR-1, SLC31A1                   | メンケス病 / ウィルソン病 |
| CTR-2, SLC31A2                   | メンケス病 / ウィルソン病、X連鎖性低リン血症                                                                                                |
| DTD, SLC26A2                     | 軟骨異形成症 / 捻曲性骨異形成症 |
| EAAT1, SLC1A3, GLAST1            | 神経変性疾患、筋萎縮性側索硬化症 |
| EAAT2, SLC1A2, GLT-1             | 神経変性疾患、ジカルボキシアミノ酸尿症 |
| EAAT3, SLC1A1, EAAC1             | 神経変性疾患 |
| EAAT4, SLC1A6                    | 神経変性疾患 |
| EAAT5, SLC1A7                    | 神経変性疾患 |
| FIC1                             | 進行性家族性肝内胆汁鬱滞 |
| FOLT, SLC19A1, RFC1              | 先天性葉酸吸収不全症 / 巨赤芽球性貧血 |
| GLUT1, SLC2A1                    | 低CNSグルコースによる発作、ファンコニ・ビッケル症候群、糖原病Id型, 非インスリン依存性糖尿病 (NIDDM), 血液脳関門を通過するグルコース輸送障害 |
| GLUT2, SLC2A2                    | 低CNSグルコースによる発作、ファンコニ・ビッケル症候群、糖原病Id型, 非インスリン依存性糖尿病                                                 |
| GLUT3, SLC2A3                    | 低CNSグルコースによる発作、ファンコニ・ビッケル症候群、糖原病Id型, 非インスリン依存性糖尿病                                                 |
| GLUT4, SLC2A4                    | 低CNSグルコースによる発作、ファンコニ・ビッケル症候群、糖原病Id型, 非インスリン依存性糖尿病                                                 |
| GLUT5, SLC2A5                    | 孤発性フルクトース吸収不良 |
| HET                              | 貧血、遺伝性鉄過剰症 |
| HTT, SLC6A4                      | 不安関連症状 |
| LAT-2, SLC7A6                    | リジン尿性蛋白不耐症 |
| LAT-3, SLC7A7                    | リジン尿性蛋白不耐症 |
| MDR1                             | ヒト悪性腫瘍 |
| MDR2, MDR3                       | 家族性肝内胆汁鬱滞 |
| MRP1                             | ヒト悪性腫瘍 |
| NBC                              | ダウン症候群 |
| NBC1, SLC4A4                     | 尿細管性アシドーシス |
| NBC3, SLC4A7                     | 先天性甲状腺機能低下症 |
| NCCT, SLC12A3, TSC               | ギテルマン症候群 |
| NHE2, SLC9A2                     | 微絨毛封入体病 |
| NHE3, SLC9A3/3P                  | 微絨毛封入体病 |
| NIS, SLC5A5                      | 先天性甲状腺機能低下症 |
| NKCC1, SLC12A2                   | ギテルマン症候群 |
| NKCC2, SLC12A1                   | バーター症候群 |
| NORTR                            | 副甲状腺・胸腺無形成症、口蓋心臓顔面症候群                                                                                                  |
| NRAMP2, DCT1, SLC11A2,           | 注意欠如多動症 |
| NTCP2, ISBT, SLC10A2             | 原発性胆汁酸吸収不良（PBAM） |
| OCTN2, SLC22A5                   | 全身性カルニチン欠乏症（進行性心筋症、骨格ミオパチー、低血糖症、高アンモニア血症、乳幼児突然死症候群）                                      |
| ORNT1, SLC25A15                  | HHH症候群 |
| PMP34, SLC25A17                  | バセドウ病 |
| rBAT, SLC3A1, D2                 | シスチン尿症 |
| SATT, SLC1A4, ASCT1              | 神経変性疾患 |
| SBC2                             | 低クエン酸尿症 |
| SERT                             | 様々な精神疾患 |
| SGLT1, SLC5A1                    | 腎性糖尿 / グルコース・ガラクトース吸収不良症                                                                                               |
| SGLT2, SLC5A2                    | 腎性糖尿 |
| SMVT, SLC5A6                     | 不安関連症状、うつ病 |
| TAP1                             | 若年性乾癬 |
| y+L                              | I型シスチン尿症 |